# Повіт Курокава
Пові́т Курока́ва (яп. 黒川郡, くろかわぐん, МФА: [kuɾokawa guɴ]) — повіт у префектурі Міяґі, Японія.